# 金一
金一（韓語：김일，1910年3月10日—1984年3月9日），朝鮮民主主義人民共和国政治人物。曾任朝鮮国家副主席、政務院总理、朝鮮劳动党政治局常務委員。

## 生平
出生于咸鏡北道。日本殖民時代1932年参加共産党地下活動，積極的展開大衆团体活動。1935年10月加入朝鮮人民革命軍（朝鮮人民軍的前身），成为主要的軍事政治幹部。1945年8月，朝鮮解放後任朝鮮共産党党中央執行委員。1946年8月，任朝鮮劳动党党中央委員文化副師团長，朝鮮人民軍司令部文化副司令官，民族保衛省副相，参与朝鮮人民軍的強化发展。1948年，任最高人民会議代議員。朝鮮战争時，任民族保衛省副相、内務省政治局長、前線司令部軍事委員、平安南道党委員会委員長。1953年8月，任朝鮮劳动党党副委員長、党政治局員，1954年3月，任副首相。1972年12月到1976年4月为政務院总理（首相）。1976年4月，为国家副主席。1980年10月，仍是勞動黨中央政治局常委。1984年3月9日去世，葬於大城山革命烈士陵園。